# جون براون (مجدف)
جون براون (بالإنجليزية: Jonathan Brown) هو مجدف أمريكي، ولد في 28 نوفمبر 1968 في نيويورك في الولايات المتحدة. احتل المركز الخامس في سباقات الثمانية للرجال في دورة الألعاب الأولمبية الصيفية لعام 1996.

## وصلات خارجية
- جوناثان براون على موقع الاتحاد الدولي للتجديف (الإنجليزية)
- جوناثان براون على موقع اللجنة الأولمبية الدولية (الإنجليزية)
- جوناثان براون على موقع أوليمبيديا (الإنجليزية)